# Calymmaria lora
Espèce
Calymmaria lora est une espèce d'araignées aranéomorphes de la famille des Cybaeidae.

## Distribution
Cette espèce est endémique de Californie aux États-Unis,. Elle se rencontre dans la région de la baie de San Francisco, dans le grand Los Angeles et la Sierra Nevada.

## Description
Les femelles mesurent de 5,02 à 6,83 mm et les mâles de 5,27 à 7,35 mm.

## Publication originale
- Chamberlin & Ivie, 1942 : A hundred new species of American spiders. Bulletin of the University of Utah, vol. 32, no 13, p. 1-117.